# Аз (глаголица)
Ⰰ, ⰰ (аз, ст.‑слав. ⰰⰸⱏ / азъ, хорв. ⰰⰸⱜ / az) — первая буква глаголического алфавита, использовавшегося для записи старославянского и хорватского языков.

## Использование
Обозначала звук [a], соответствовала кириллической букве А (аз). В глаголической системе счисления обозначала число 1.

## Происхождение
Происхождение буквы доподлинно неизвестно. Емил Георгиев полагал, что форма буквы происходит от христианского креста, указывая на азбучный акростих Григория Богослова, любимого поэта Кирилла, предписывающий полагать Бога началом и концом всего. Такого же мнения придерживался и Георгий Хабургаев. Кроме того, Евгения Гранстрем проводит параллель с традицией ставить крест или три креста перед текстом в греческих и латинских документах раннего Средневековья.
Павел Шафарик и Плацентиний связывали глаголическую букву с начертанием греческой альфы (Α) на базилидийских драгоценных камнях, Франьо Рачки — с финикийской алеф (‏𐤀‏‎), Беляев и Ягич — с греческой альфой, упрощённой до ÷, Исаак Тейлор — с курсивной альфой, Вацлав Вондрак — с еврейской алеф (‏א‏‎), Абихт и Гастер — с грузинской ани (ⴀ).

## Начертание
Основная форма буквы — равнобедренный крест с засечками на концах горизонтальной перекладины. Эта форма наблюдается в Пражских отрывках и в македонский период сохраняется в Зографском Четвероевангелии. Однако уже в Мариинском кодексе, особенно в маюскуле, перекладина расположена ниже, а засечки удлинены. В Ассеманиевом Евангелии засечки на перекладине особенно выделяются, при этом левая обыкновенно длиннее правой; в маюскуле крест сужен, а перекладина заострена. То же самое относится и к сборнику Клоца, однако в нём засечки не так заметны как у маюскула, так и у минускула. В Синайском евхологии засечки на перекладине продлены и увеличены настолько, что в минускуле превосходят даже основной штамб буквы. Подобное видоизменение буква претерпевает и в Македонском листке: в нём засечки практически достигают длины штамба, который лишь немного выделяется на их фоне, выступая чуть выше перекладины.
Среди хорватских глаголических памятников отрывки Гршковича и Михановича содержат аз в изначальной форме, однако уже в Венских листках буква обзаводится засечками как на перекладине, так и на верхнем конце штамба. В Люблянском гомилиарии и отрывке святой Теклы боковые засечки сравниваются со штамбом, который лишь незначительно выступает над перекладиной. Впоследствии эта форма сохраняется, однако штамб удлиняется вверх, отчего буква становится значительно выше; именно такое развитие она претерпевает в миссале Новака. В полууставе перекладина принимает изогнутую форму и спускается ниже, отчего штамб становится ещё более явно выделенным. Эта форма получает дальнейшее развитие в курсивном письме, где перекладина окончательно закрепляется в нижней части штамба.

## Связь с другими буквами
Угловатое начертание букв аз (Ⰰ) и буки (Ⰱ) контрастирует с округлым начертанием большинства других букв в болгарской глаголице и говорит о том, что никаких оснований считать столь же угловатую ша (Ⱎ) заимствованием из кириллицы нет.
Существует мнение, что начертание буквы ять как в глаголице, так и в кириллице связано с глаголической аз: глаголический ять (Ⱑ) представляется лигатурой глаголических же и (Ⰺ) и аз (Ⰰ), а кириллический (ѣ) — лигатурой кириллической буквы ерь (ь) и глаголической аз (Ⰰ). В частности, такой позиции придерживался В. Н. Щепкин.

## Кодировка
Заглавная и строчная формы глаголической буквы аз были добавлены в Юникод в версии 4.1 в блок «Глаголица» (англ. Glagolitic) под шестнадцатеричными кодами U+2C00 и U+2C30 соответственно.
Надстрочная формы буквы была закодирована в блоке Юникода «Дополнение к глаголице» (англ. Glagolitic Supplement) в версии 9.0, вышедшей 21 июня 2016 года, под кодом U+1E000.